# معاهدة التعاون المتبادل والأمن بين الولايات المتحدة واليابان
معاهدة التعاون المتبادل والأمن بين الولايات المتحدة واليابان، المعروفة أكثر باسم معاهدة الأمن الأمريكية اليابانية، هي معاهدة تسمح بوجود قواعد عسكرية أمريكية على الأراضي اليابانية، وتلزم الدولتين بالدفاع عن بعضهما البعض في حال تعرض أحدهما لهجوم "في الأراضي الخاضعة لإدارة اليابان". بمرور الوقت، أدت هذه المعاهدة إلى تأسيس تحالف عسكري بين الولايات المتحدة واليابان.
دخلت المعاهدة الحالية حيز التنفيذ في 23 يونيو 1960، وهي تُعدّل وتُحلّ محلّ نسخة سابقة منها، وُقّعت عام 1951 بالتزامن مع توقيع معاهدة سان فرانسيسكو للسلام التي أنهت الحرب العالمية الثانية في آسيا، بالإضافة إلى الاحتلال الأمريكي لليابان (1945-1952). كانت مراجعة المعاهدة عام 1960 عمليةً مثيرةً للجدل في اليابان، وأدت المعارضة الواسعة لإقرارها إلى احتجاجات أنبو الحاشدة، التي كانت أكبر احتجاجات شعبية في تاريخ اليابان. 
عدّلت معاهدة عام 1960 اتفاقية الأمن الأمريكية اليابانية بشكل كبير بهدف تعزيز التبادلية بين البلدين. كانت المعاهدة الأصلية لعام 1951 قد تضمنت بندًا يسمح للولايات المتحدة باستخدام قواتها المتمركزة في اليابان في جميع أنحاء شرق آسيا دون تشاور مسبق مع اليابان، ولم تتضمن أي وعد صريح بالدفاع عن اليابان في حال تعرضها لهجوم، بل تضمنت بندًا يسمح للقوات الأمريكية بالتدخل في النزاعات الداخلية اليابانية. عُدّلت هذه الأجزاء في النسخة المنقحة من المعاهدة عام 1960. وتضمنت المعاهدة المعدلة بنودًا تحدد التزامات الدفاع المتبادل وتلزم الولايات المتحدة، قبل تعبئة قواتها، بإبلاغ اليابان مسبقًا. كما أزالت المادة التي تسمح للولايات المتحدة بالتدخل في الشؤون الداخلية اليابانية. 
وتضمنت المعاهدة أيضًا أحكامًا عامة لتعزيز التفاهم الدولي وتحسين التعاون الاقتصادي بين البلدين. أصبحت هذه الأحكام الأساس لإنشاء مؤتمر الولايات المتحدة واليابان للتبادل الثقافي والتعليمي، ولجنة الولايات المتحدة واليابان للتعاون العلمي، واللجنة المشتركة بين الولايات المتحدة واليابان للتجارة والشؤون الاقتصادية، وكلها ثلاث هيئات لا تزال تعمل بشكل أو بآخر. 
لم تعدل معاهدة الأمن بين الولايات المتحدة واليابان منذ عام 1960، وبالتالي استمرت لفترة أطول في شكلها الأصلي من أي معاهدة أخرى بين قوتين عظميين منذ معاهدة وستفاليا عام 1648. كانت مدة المعاهدة 10 سنوات على الأقل، ولكنها نصت على أنها ستظل سارية المفعول إلى أجل غير مسمى ما لم يقدم أحد الطرفين إشعارًا قبل عام واحد برغبته في إنهائها.

## خلفية

القواعد العسكرية الأمريكية الرئيسية في اليابان

فرضت الولايات المتحدة معاهدة الأمن الأمريكية اليابانية الأصلية على اليابان كشرط لإنهاء الاحتلال العسكري الذي قادته عقب نهاية الحرب العالمية الثانية. وُقّعت في 8 سبتمبر 1951، بالتزامن مع توقيع معاهدة سان فرانسيسكو للسلام التي أنهت الحرب العالمية الثانية في آسيا، ودخلت حيز التنفيذ في 28 أبريل 1952، بالتزامن مع انتهاء احتلال اليابان. لم تُحدد معاهدة الأمن الأصلية تاريخ انتهاء أو وسيلة لإلغائها، وسمحت باستخدام القوات الأمريكية المتمركزة في اليابان لأي غرض في أي مكان في "الشرق الأقصى" دون استشارة مسبقة مع الحكومة اليابانية، وتضمّنت بندًا يُخوّل القوات الأمريكية تحديدًا قمع الاحتجاجات المحلية في اليابان. ولعلّ الأمر الأكثر إثارةً للغضب هو أن المعاهدة لم تتضمن بندًا يُلزم الولايات المتحدة بالدفاع عن اليابان في حال تعرّضها لهجوم من طرف ثالث.
بدأت الحكومة اليابانية الضغط من أجل مراجعة المعاهدة في وقت مبكر من عام 1952. ومع ذلك، قاومت إدارة الرئيس الأمريكي دوايت أيزنهاور الدعوات إلى المراجعة حتى بلغت حركة مناهضة القواع العسكرية للولايات المتحدة في اليابان ذروتها في صراع سوناغاوا 1955-1957 والغضب الشعبي في اليابان في أعقاب حادثة جيرارد في عام 1957، مما جعل الاستياء العميق من الوضع الراهن أكثر وضوحًا. وافقت الولايات المتحدة على المراجعة، وبدأت المفاوضات في عام 1958، ووقع أيزنهاور وكيشي المعاهدة الجديدة في حفل أقيم في واشنطن العاصمة في 19 يناير 1960.
من وجهة النظر اليابانية، كانت المعاهدة الجديدة تحسنًا كبيرًا مقارنة بالمعاهدة الأصلية، حيث ألزمت الولايات المتحدة بالدفاع عن اليابان في حالة الهجوم، واشترطت التشاور المسبق مع الحكومة اليابانية قبل إرسال القوات الأمريكية المتمركزة في اليابان إلى الخارج، وأزالت البند الذي يجيز قمع الاضطرابات الداخلية مسبقًا، وحددت مدة أولية مدتها 10 سنوات، وبعدها يمكن لأي من الطرفين إلغاء المعاهدة بإشعار مدته عام واحد. 
لأن المعاهدة الجديدة كانت أفضل من القديمة، توقع كيشي التصديق عليها في وقت قصير نسبيًا. وبناءً على ذلك، دعا أيزنهاور لزيارة اليابان ابتداءً من 19 يونيو 1960، وكان ذلك جزئيًا للاحتفال بالمعاهدة التي تم التصديق عليها حديثًا. لو سارت زيارة أيزنهاور كما هو مخطط لها، لكان أول رئيس أمريكي يزور اليابان أثناء ولايته. 

## نص
في المادة الأولى، بدأت المعاهدة بالنص على أن كل دولة ستسعى إلى حل أي نزاعات دولية سلميًا. كما منحت المعاهدة الأمم المتحدة مكانة بارزة في التعامل مع العدوان.
دعت المادة الثانية عمومًا إلى تعزيز التعاون بين البلدين في مجال العلاقات الدولية والاقتصاد. وفي اجتماع قمة بين الرئيس الأمريكي جون كينيدي ورئيس الوزراء الياباني هاياتو إيكيدا في يونيو 1961، وُضع هذا البند موضع التنفيذ بتشكيل ثلاث لجان استشارية على مستوى مجلس الوزراء: مؤتمر الولايات المتحدة واليابان للتبادل الثقافي والتعليمي، ولجنة الولايات المتحدة واليابان للتعاون العلمي، واللجنة الأمريكية اليابانية المشتركة للشؤون التجارية والاقتصادية، ولا تزال هذه اللجان الثلاث قائمة بشكل أو بآخر. 
المادة الثالثة تلزم كل من الولايات المتحدة واليابان بالحفاظ على قواتهما المسلحة وتطويرها ومقاومة الهجوم.
وتقترح المادة الرابعة أن تتشاور الولايات المتحدة مع اليابان بطريقة ما بشأن كيفية استخدام القوات الأميركية المتمركزة في اليابان.
المادة الخامسة تلزم الولايات المتحدة بالدفاع عن اليابان إذا تعرضت لهجوم من قبل طرف ثالث.
المادة السادسة تمنح الولايات المتحدة صراحة الحق في نشر قواتها في اليابان، مع مراعاة "اتفاقية إدارية" مفصلة يتم التفاوض عليها بشكل منفصل.
وتنص المادة السابعة على أن المعاهدة لا تؤثر على حقوق والتزامات الولايات المتحدة أو اليابان بموجب ميثاق الأمم المتحدة.
وتنص المادة الثامنة على أن المعاهدة سيتم التصديق عليها من قبل الولايات المتحدة واليابان وفقا للإجراءات الدستورية الخاصة بكل منهما، وسوف تدخل حيز التنفيذ في تاريخ توقيعها وتبادلها في طوكيو.
تنص المادة 9 على أن المعاهدة السابقة التي تم توقيعها في سان فرانسيسكو عام 1951 تنتهي عندما تدخل المعاهدة الحالية حيز التنفيذ.
وتسمح المادة 10 بإلغاء المعاهدة، بعد فترة أولية مدتها 10 سنوات، إذا أعطى أحد الطرفين إشعارًا مسبقًا لمدة عام واحد للطرف الآخر برغبته في إنهاء المعاهدة.
نصّت المحاضر المتفق عليها للمعاهدة على استشارة الحكومة اليابانية قبل أي تغييرات جوهرية في انتشار القوات الأمريكية في اليابان، أو استخدام القواعد اليابانية في عمليات قتالية غير الدفاع عن اليابان. كما شملت المحاضر حدود اختصاصات البلدين في الجرائم التي ارتكبها عسكريون أمريكيون في اليابان.

## المعارضة الشعبية

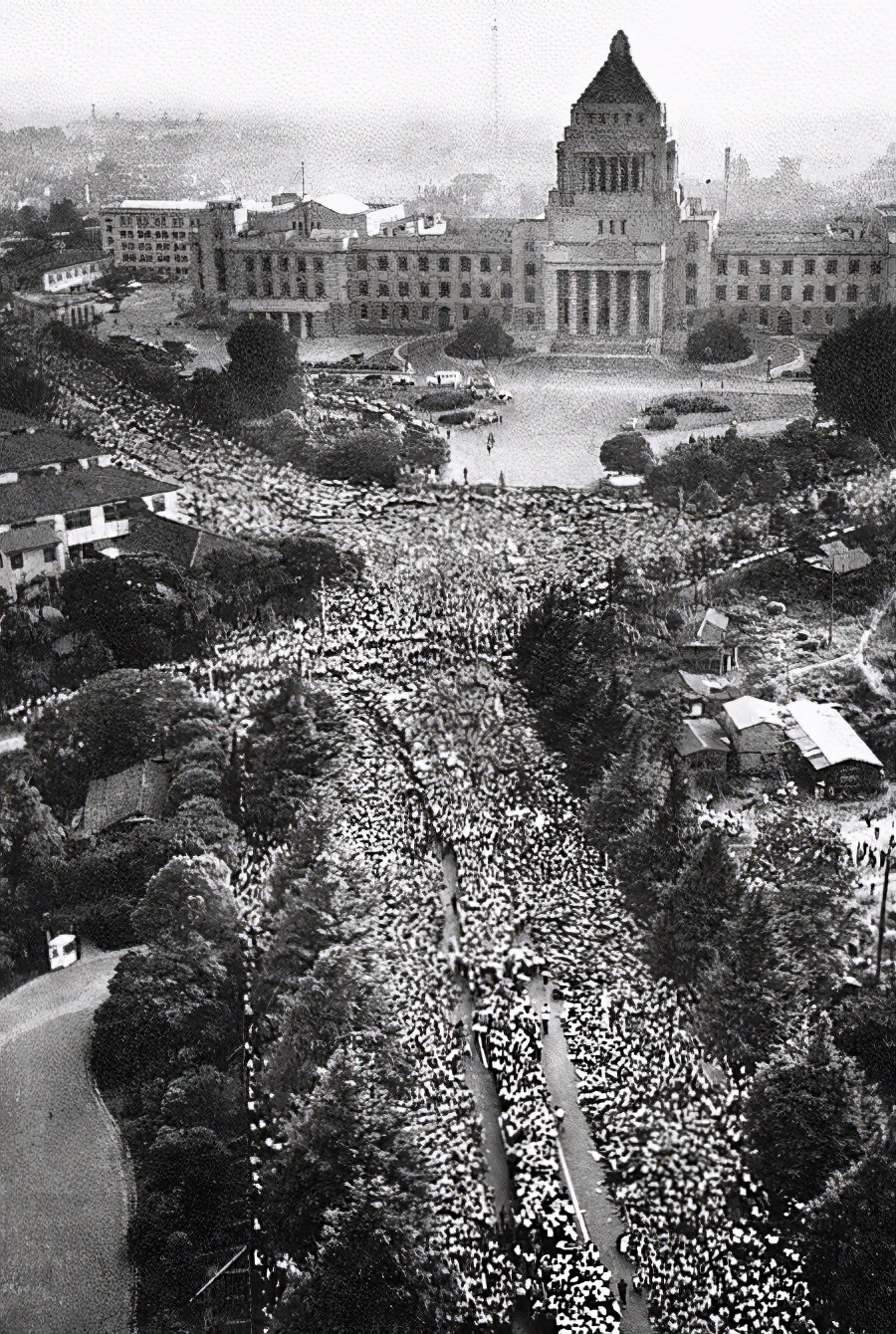
مئات الآلاف من المتظاهرين يحيطون بمبنى البرلمان الياباني خلال احتجاجات أنبو الضخمة عام 1960 ضد معاهدة الأمن بين الولايات المتحدة واليابان.

على الرغم من أن معاهدة عام 1960 كانت متفوقة بشكل واضح على معاهدة عام 1951 الأصلية، إلا أن العديد من اليابانيين من مختلف الأطياف السياسية استاءوا من وجود القواعد العسكرية الأمريكية على الأراضي اليابانية وأملوا في التخلص من المعاهدة بالكامل. تشكلت منظمة شاملة، وهي مجلس الشعب لمنع مراجعة معاهدة الأمن (安保条約改定阻止国民会議)، في عام 1959 لتنسيق تصرفات الحركات المدنية المختلفة المشاركة في معارضة التصديق على المعاهدة المنقحة. تألف مجلس الشعب في البداية من 134 منظمة عضوًا في مارس 1959 ونما ليضم 1633 منظمة تابعة بحلول مارس 1960. وشملت المجموعات الأعضاء النقابات العمالية، ونقابات المزارعين والمعلمين، ودوائر الشعر، وفرق المسرح، والمنظمات الطلابية والنسائية، ومجموعات الأمهات، والمجموعات التابعة للحزب الاشتراكي الياباني والحزب الشيوعي الياباني، وحتى بعض مجموعات الأعمال المحافظة. في المجموع، نفذ مجلس الشعب 27 حدثًا منفصلاً للاحتجاج الجماهيري على مستوى البلاد من مارس 1959 إلى يوليو 1960.
في مواجهة المعارضة الشعبية في الشوارع وعرقلة الحزب الاشتراكي في البرلمان الوطني، ازداد رئيس الوزراء كيشي يأسًا لتمرير المعاهدة في الوقت المناسب لوصول أيزنهاور المقرر إلى اليابان في 19 يونيو.وأخيرًا في 19 مايو 1960، في ما يسمى "حادثة 19 مايو"، دعا كيشي فجأة إلى تصويت سريع على المعاهدة. عندما حاول أعضاء البرلمان الاشتراكي الاعتصام لمنع التصويت، أدخل كيشي 500 شرطي إلى البرلمان وأخرجهم جسديًا من قاعات البرلمان، ودفع المعاهدة بقوة بحضور أعضاء حزبه فقط.

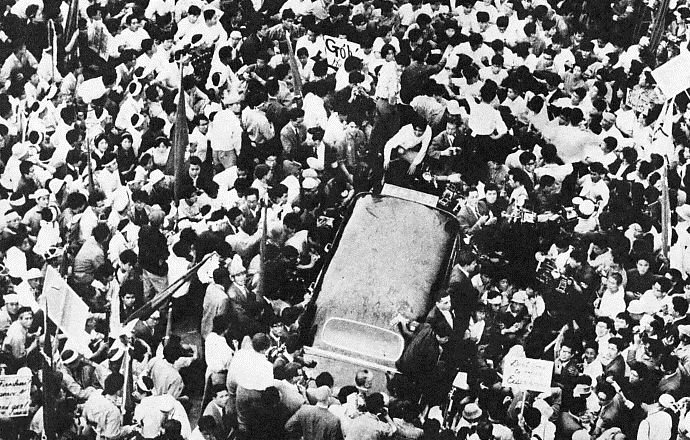
سيارة هاجرتي تتعرض لهجوم من المتظاهرين، 10 يونيو 1960

اعتبرت تصرفات كيشي على نطاق واسع بأنها معادية للديمقراطية، وأثارت غضبًا على مستوى البلاد من مختلف الأطياف السياسية. بعد ذلك، تضخمت الاحتجاجات المناهضة للمعاهدة إلى حجم هائل، حيث نفذ اتحاد عمال سوهيو سلسلة من الإضرابات على مستوى البلاد شارك فيها ملايين النقابيين العماليين، وخرجت حشود كبيرة في مسيرات في المدن والبلدات في جميع أنحاء البلاد، وتجمع عشرات الآلاف من المتظاهرين حول البرلمان الوطني بشكل يومي تقريبًا. في 10 يونيو، في ما يسمى بحادثة هاجرتي، هاجم آلاف المتظاهرين سيارة تقل السكرتير الصحفي لأيزنهاور جيمس هاجرتي، وقاموا بتمزيق إطاراتها وتحطيم أضواءها الخلفية وهزها ذهابًا وإيابًا لأكثر من ساعة قبل أن يتم إنقاذ ركابها بواسطة مروحية تابعة لسلاح مشاة البحرية الأمريكية. وأخيرًا، في 15 يونيو 1960، حاول نشطاء الطلاب المتطرفون من اتحاد الطلاب الوطني زينجاكورين اقتحام مجمع البرلمان نفسه، مما أدى إلى معركة شرسة مع الشرطة قُتلت فيها طالبة من جامعة طوكيو تدعى ميتشيكو كانبا.
كان كيشي يائسًا من البقاء في منصبه لفترة كافية لاستضافة زيارة أيزنهاور، فأمل في تأمين الشوارع في الوقت المناسب لوصول أيزنهاور من خلال استدعاء قوات الدفاع الذاتي اليابانية وعشرات الآلاف من بلطجية اليمين الذين سيوفرهم صديقه، "المُصلح" اليميني المرتبط بالياكوزا، يوشيو كوداما. إلا أن حكومته أقنعته بالتراجع عن هذه الإجراءات المتطرفة، ولم يكن أمامه خيار سوى إلغاء زيارة أيزنهاور، خوفًا من عدم ضمان سلامته، وإعلان استقالته من منصب رئيس الوزراء، من أجل تهدئة الغضب الشعبي الواسع النطاق من أفعاله. 

## التصديق والتنفيذ
على الرغم من الحجم الهائل الذي حققته الحركة المناهضة للمعاهدة، إلا أن الاحتجاجات فشلت في النهاية في إيقاف المعاهدة. وعلى الرغم من إجبار كيشي على الاستقالة وإلغاء زيارة أيزنهاور، إلا أنه بموجب القانون الياباني، تمت الموافقة على المعاهدة تلقائيًا بعد 30 يومًا من إقرارها في مجلس النواب. نصت المادة 8 من المعاهدة على أن المعاهدة الجديدة ستدخل حيز التنفيذ فورًا بمجرد تبادل وثائق التصديق بين المسؤولين اليابانيين والأمريكيين في طوكيو. تم تبادل الوثائق رسميًا في 23 يونيو 1960، وعند هذه النقطة دخلت المعاهدة الجديدة حيز التنفيذ وانتهت المعاهدة القديمة. ووفقًا لوزير الخارجية أييتشيرو فوجيياما، كان لا بد من تهريب وثائق التصديق الرسمية إلى كيشي لتوقيعها في صندوق حلوى، لتجنب ملاحظة المتظاهرين الذين ما زالوا يزدحمون بمقر إقامته الرسمي.
ومع ذلك، بمجرد دخول المعاهدة حيز التنفيذ واستقالة كيشي من منصبه، فقدت حركة الاحتجاج المناهضة للمعاهدة زخمها وتلاشت بسرعة. 

## العواقب
أدى الطابع المناهض لأمريكا في الاحتجاجات، بالإضافة إلى إلغاء زيارة أيزنهاور المُهين، إلى تدهور العلاقات الأمريكية اليابانية إلى أدنى مستوياتها منذ نهاية الحرب العالمية الثانية. عيّن الرئيس الأمريكي الجديد، جون كينيدي، الخبير المتعاطف في الشؤون اليابانية والأستاذ بجامعة هارفارد، إدوين رايشاور، سفيرًا لدى اليابان، بدلًا من دبلوماسي محترف، ودعا رئيس الوزراء الياباني الجديد، هاياتو إيكيدا، ليكون أول زعيم أجنبي يزور الولايات المتحدة خلال فترة ولايته. في اجتماع القمة الذي عُقد في يونيو 1961، اتفق الزعيمان على أن الدولتين ستتشاوران من الآن فصاعدًا بشكل أوثق كحليفين، على غرار العلاقة بين الولايات المتحدة وبريطانيا. عند عودته إلى اليابان، اتخذ إيكيدا موقفًا أكثر تصالحية تجاه المعارضة السياسية، حيث أوقف إلى أجل غير مسمى خطط كيشي لمراجعة المادة التاسعة من الدستور الياباني، وأعلن عن خطة مضاعفة الدخل بهدف صريح يتمثل في إعادة توجيه طاقات الأمة بعيدًا عن قضية المعاهدة المثيرة للجدل ونحو حملة وطنية لتحقيق النمو الاقتصادي السريع.
ساهمت العملية الصعبة لتأمين إقرار المعاهدة المنقحة، وما أثارته من احتجاجات عنيفة، في نشوء ثقافة الاتفاقيات السرية (密約) بين البلدين. فبدلاً من طرح القضايا الخلافية للتصويت، تفاوضت الدولتان سراً لتوسيع نطاق معاهدة الأمن دون السماح بالتصويت. وقد سمحت الاتفاقيات السرية التي تم التفاوض عليها في ستينيات القرن الماضي، ولم تُكشف إلا بعد عقود، للسفن البحرية الأمريكية التي تحمل أسلحة نووية بالمرور عبر الموانئ اليابانية، وللسفن الأمريكية التي تعمل بالطاقة النووية بتصريف مياه الصرف الصحي المشعة في المياه اليابانية، وللولايات المتحدة بإدخال أسلحة نووية إلى القواعد الأمريكية في أوكيناوا حتى بعد عودتها إلى اليابان عام 1972، من بين صفقات سرية أخرى.
طوال عقد الستينيات، تطلع النشطاء اليساريون إلى نهاية الفترة الأولية للمعاهدة المنقحة، والتي استمرت لعشر سنوات، في عام 1970 كفرصة لمحاولة إقناع الحكومة اليابانية بإلغاء المعاهدة. في عام 1970، وفي أعقاب أعمال الشغب الطلابية التي اندلعت في اليابان في عامي 1968 و1969، نظم عدد من الجماعات الطلابية والجماعات المدنية ومنظمة بيهيرين المناهضة لحرب فيتنام سلسلة من المسيرات الاحتجاجية ضد معاهدة الأمن. ومع ذلك، اختار رئيس الوزراء إيساكو ساتو (الشقيق الأصغر لكيشي) تجاهل الاحتجاجات تمامًا والسماح بتجديد المعاهدة تلقائيًا. ومنذ ذلك الحين، لم تُبذل أي محاولة لإلغاء المعاهدة من قبل أي من الطرفين، ولا تزال القواعد الأمريكية راسخة على الأراضي اليابانية. وحتى عام 2010، كان لا يزال هناك حوالي 85 منشأة تؤوي 44,850 فردًا عسكريًا أمريكيًا و44,289 من عائلاتهم. 

## استمرار المعارضة في أوكيناوا

القواعد العسكرية الأمريكية في محافظة أوكيناوا

تُعدّ التركيزات الكثيفة للقوات الأمريكية في محافظة أوكيناوا اليابانية الصغيرة إحدى القضايا المحورية في النقاش الدائر حول استمرار الوجود العسكري الأمريكي. تغطي القواعد العسكرية الأمريكية حوالي خُمس مساحة أوكيناوا، وتضم حوالي 75% من القوات الأمريكية في اليابان.   وقد دفعت الخلافات والنزاعات والمشاكل البيئية المتعلقة بالقواعد العسكرية العديد من سكان أوكيناوا إلى الشعور بأنه على الرغم من أن اتفاقية الأمن قد تكون مفيدة للولايات المتحدة واليابان ككل، إلا أنهم يتحملون نصيبًا غير متناسب من العبء. 
من القضايا الشائكة التي تُثير جدلاً واسعاً بين سكان أوكيناوا الضوضاء والتلوث البيئي الناجم عن القوات الأمريكية في اليابان. فقد وُجد أن التعرض المُطوّل لتلوث الضوضاء عالي الديسيبل الصادر عن الطائرات العسكرية الأمريكية التي تُحلق فوق المناطق السكنية في أوكيناوا يُسبب مشاكل في القلب، ويُؤثر على أنماط النوم، ويُلحق الضرر بالمهارات الإدراكية لدى الأطفال.  وقد أسفرت دعاوى قضائية رفعها سكان أوكيناوا عام 2009 ضد قاعدة كادينا الجوية وقاعدة فوتينما الجوية التابعة لمشاة البحرية عن تعويضات بلغت 57 مليون دولار و1.3 مليون دولار للسكان على التوالي.   وقد أدى الجريان الكيميائي السام من القواعد الأمريكية، والتدريبات بالذخيرة الحية باستخدام قذائف اليورانيوم المُنضب، وأنشطة بناء وتوسيع القواعد إلى تلويث إمدادات المياه في أوكيناوا وإلحاق الضرر بالشعاب المرجانية التي كانت نقية في السابق، مما قلل من قيمتها الاقتصادية لصيد الأسماك والسياحة.  
ومع ذلك، انبثقت أقوى معارضة في أوكيناوا من أفعال إجرامية ارتكبها أفراد من الخدمة العسكرية الأمريكية وعائلاتهم، وآخر مثال على ذلك اختطاف فتاة أوكيناواية تبلغ من العمر 12 عامًا والتحرش بها عام 1995 على يد جنديين من مشاة البحرية ومساعد طبي في البحرية. في أوائل عام 2008، اعتذرت وزيرة الخارجية الأمريكية كوندوليزا رايس بعد سلسلة من الجرائم التي تورط فيها جنود أمريكيون في اليابان، بما في ذلك اغتصاب فتاة تبلغ من العمر 14 عامًا على يد جندي من مشاة البحرية في أوكيناوا. كما فرض الجيش الأمريكي حظر تجول مؤقتًا لمدة 24 ساعة على العسكريين وعائلاتهم لتخفيف غضب السكان المحليين. 
وقد أدت هذه المظالم، من بين أمور أخرى، إلى استمرار حركة كبيرة ومستمرة ضد معاهدة الأمن في أوكيناوا.

## الدعم العام
على الرغم من المعارضة الشديدة في أوكيناوا للوجود العسكري الأمريكي في الجزيرة، إلا أن الاتفاقية تحظى بدعم واسع في اليابان. ورغم أن الآراء حول المعاهدة كانت متباينة بشدة عند إقرارها لأول مرة عام 1960، إلا أن قبول التحالف الأمريكي الياباني ازداد مع مرور الوقت. ووفقًا لاستطلاع رأي أُجري عام 2007، أعرب 73.4% من المواطنين اليابانيين عن تقديرهم لوجود القوات الأمريكية في اليابان. وقد صُممت سلسلة المانجا "تحالفنا - شراكة دائمة" لتحفيز الرأي العام الإيجابي حول هذه الشراكة.

## مدى المعاهدة
في عام 2012، أوضحت الولايات المتحدة في بيان لها بشأن نزاع جزر سينكاكو أن المعاهدة تغطي جزر سينكاكو وتلزم الأميركيين بالدفاع عنها. 
وفي 19 أبريل 2019، أكدت اليابان والولايات المتحدة أن الهجمات الإلكترونية مشمولة أيضاً بالمعاهدة. وتعهدت الدولتان أيضًا بزيادة التعاون الدفاعي في مجال حرب الفضاء الخارجي والحرب السيبرانية والحرب الإلكترونية. 

### الاستشهادات
1. ↑  Kapur 2018، صفحة 1.
2. 1 2 3 4  Kapur 2018، صفحة 11.
3. 1 2  Kapur 2018، صفحة 18.
4. 1 2  Kapur 2018، صفحة 56.
5. 1 2 3 4  Packard 2010.
6. ↑  Kapur 2018، صفحات 15-17.
7. ↑  Kapur 2018، صفحة 21.
8. ↑  Kapur 2018، صفحات 17-18.
9. ↑  Kapur 2018، صفحة 35.
10. ↑  Kapur 2018، صفحات 12-19.
11. 1 2  Kapur 2018، صفحة 19.
12. ↑  Kapur 2018، صفحة 20.
13. ↑  Kapur 2018، صفحة 22.
14. ↑  Kapur 2018، صفحات 22-23.
15. 1 2  Kapur 2018، صفحات 24-25.
16. ↑  Kapur 2018، صفحة 29.
17. ↑  Kapur 2018، صفحة 30.
18. 1 2  Kapur 2018، صفحة 33.
19. ↑  Kapur 2018، صفحة 250.
20. 1 2  Kapur 2018، صفحة 23.
21. ↑  Kapur 2018، صفحة 34.
22. ↑  Kapur 2018، صفحات 50-51.
23. ↑  Kapur 2018، صفحات 60-62.
24. ↑  Kapur 2018، صفحات 75-107.
25. ↑  Kapur 2018، صفحة 68.
26. 1 2  Sumida 2009c.
27. 1 2  Shorrock 2021.
28. ↑  Sumida 2009a.
29. ↑  Sumida 2009b.
30. ↑  Mitchell 2020.
31. ↑  Justin McCurry (28 فبراير 2008). "Condoleezza Rice apologizes for US troops behavior on Okinawa as crimes shake alliance with Japan". The Guardian. UK.
32. ↑  自衛隊・防衛問題に関する世論調査 نسخة محفوظة 2010-10-22 على موقع واي باك مشين., The Cabinet Office of Japan
33. ↑  Our Alliance - A Lasting Partnership (بالإنجليزية). 1 Jan 2010. Archived from the original on 2025-01-24.
34. ↑  "Panetta tells China that Senkakus under Japan-U.S. Security Treaty". The Asahi Shimbun. 21 سبتمبر 2012. مؤرشف من الأصل في 2016-03-03. اطلع عليه بتاريخ 2013-04-06.
35. ↑  "US to defend Japan from cyberattack under security pact". The Mainichi. 20 أبريل 2019. مؤرشف من الأصل في 21 أبريل 2019. اطلع عليه بتاريخ 21 أبريل 2019.